# Tom Schaar
Tom Schaar (Malibú, California, 14 de septiembre de 1999) es un patinador profesional estadounidense. Fue el primer patinador en aterrizar un "1080", que son tres revoluciones. Se convirtió en el medallista de oro más joven de los X Games después de completar los primeros 1080 en una competencia en los Asia X Games de 2012 en Shanghai; El campeón más joven del Dew Tour, el campeón más joven de Vans Pool Party y el medallista de oro más joven de "Big Air" en los X Games de Austin. 
Antes de cumplir 18 años, Schaar fue medallista de los X Games en nueve ocasiones. El 20 de marzo de 2019, Schaar fue nombrado miembro del primer Equipo Nacional de Skateboarding de EE. UU. Y competirá por un lugar para representar a Estados Unidos en los Juegos Olímpicos de Tokio 2020.
La revista Forbes incluyó a Schaar en su categoría 2020 30 Under 30 Sports, destacando la próxima generación de talentos deportivos.

## Carrera

### 900

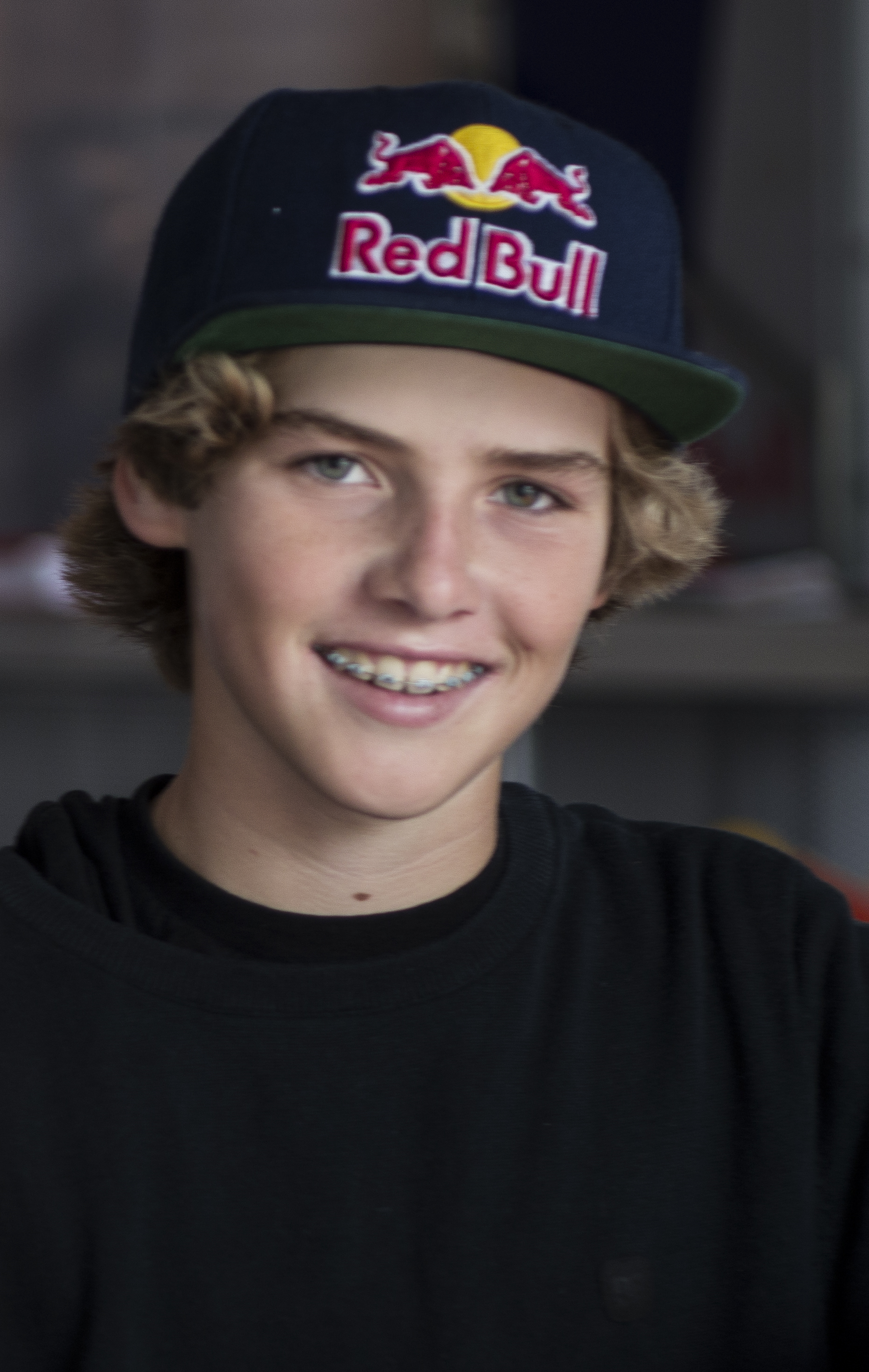
Schaar de joven

En octubre de 2011, Schaar se convirtió en la octava persona en la historia en aterrizar un 900 en una patineta.
En septiembre de 2016, Schaar se convirtió en la primera persona en la historia en aterrizar un Stalefish 900 en una patineta.

### 1080
En 2006, el skater y snowboarder Shaun White intentó sin éxito el 1080 en 21 ocasiones en los X Games de ese año y en 29 ocasiones el año anterior. Anteriormente había sido considerado el "Santo Grial de los trucos de skate". A los 6 años, Schaar había visto los intentos de White en 2006 desde las gradas.
En marzo de 2012, a la edad de 12 años, Schaar consiguió el primer 1080 en una patineta después de cuatro intentos previos (sin éxito). Schaar comentó a ESPN.com, "Fue el truco más difícil que hice, pero fue más fácil de lo que pensaba". Completó la hazaña en una mega rampa.
En los X Games asiáticos, ganó el Skate Mini Mega al conseguir el 1080, y se convirtió en el primero en conseguir un 1080 en una patineta en una competición y el más joven en ganar una medalla de oro en los X Games a la edad de 12 años.

## Palmarés internacional
| Juegos Olímpicos | Juegos Olímpicos | Juegos Olímpicos | Juegos Olímpicos |
| Año              | Lugar            | Medalla          | Prueba           |
| ---------------- | ---------------- | ---------------- | ---------------- |
| 2024             | París (Francia)  | Medalla de plata | Parque           |

## Patrocinadores
Los principales patrocinadores de Schaar son Element Skateboards, Vans Shoes y Monster Energy.

## Formación
Schaar realiza ejercicios que se enfocan en aumentar su fuerza, la potencia de la parte inferior del cuerpo y la fuerza del núcleo mientras intenta mejorar su flexibilidad y movilidad.

## Records
| Records | Records                                                | Records                                       | Records                                  |
| año     | Record                                                 | Lugar                                         | Notas                                    |
| ------- | ------------------------------------------------------ | --------------------------------------------- | ---------------------------------------- |
| 2011    | 900                                                    | MegaRamp Woodward West, Tehachapi, California |                                          |
| 2012    | 1080                                                   | MegaRamp Woodward West, Tehachapi, California | 5th attempt Guinness World Record holder |
| 2012    | 1080 in competition                                    | 2012 X Games Asia                             |                                          |
| 2012    | Youngest competitor ever to win an X-Games gold medal. | 2012 X Games Asia                             | Age: 12. Guinness World Record holder    |